# Malonil-CoA
Malonil-CoA és un coenzim A derivat de l'àcid malònic.

## Funcions
Té una funció crítica en l'elongació de cadenes en la biosíntesi dels àcids grassos i dels policètids.
També actua en el transport de l'alfa-cetoglutarat a través de la membrana mitocondrial cap a la matriu mitocondrial.

### Biosíntesi dels àcids grassos
Proveeix els àcids grassos d'unitats de dos carbonis que causen l'elongació de la cadena.
El malonil CoA es forma a partir de la carboxilació de l'Acetil CoA, gràcies a l'enzim acetil CoA carboxilasa. Una molècula d'acetil CoA s'uneix a una molècula de bicarbonat, agafant energia en forma d'ATP.
El malonil-CoA és utilitzat pel malonyl CoA transacilasa (MCAT), que transfereix malonat del malonil CoA al tiol terminal de la holo-proteïna transportadora d'acil (ACP).

### Biosíntesi dels policètids
El MCAT també està involucrat en la producció de policètids en bateris. Amb l'ajuda del ACP, el PKS (sintasa policètica) i un factor heterodímer de llargada de cadena, constitueix els policètids de tipus II.

### Regulació
El malonil CoA és una molècula reguladora en la biosíntesi d'àcids grassos, inhibeix certes reaccions de la beta-oxidació dels àcids grassos. També inhibeix l'associació entra àcids grassos i carnitina regulant l'enzim carnitina aciltransferasa.